# Hamnsaltgräs
Hamnsaltgräs (Pseudosclerochloa rupestris) är en gräsart som först beskrevs av William Withering, och fick sitt nu gällande namn av Nikolai Nikolaievich Tzvelev. I den svenska databasen Dyntaxa används istället namnet Puccinellia rupestris. Enligt Catalogue of Life ingår Hamnsaltgräs i släktet Pseudosclerochloa och familjen gräs, men enligt Dyntaxa är tillhörigheten istället släktet saltgrässläktet och familjen gräs. Arten förekommer tillfälligt i Sverige, men reproducerar sig inte. Inga underarter finns listade i Catalogue of Life.